# Модул на срязване
В материалознанието модул на срязване (на английски: shear modulus; наричан още модул на хлъзгане и модул на ъгловите деформации; означение – {\displaystyle G}), се дефинира чрез отношението между тензорите на срязващите напрежения и деформации, съответно като :
{\displaystyle G\ {\stackrel {\mathrm {def} }{=}}\ {\frac {\tau _{xy}}{\gamma _{xy}}}={\frac {\frac {F}{A}}{\frac {\Delta x}{l}}}={\frac {Fl}{A\Delta x}}}
където:
{\displaystyle \tau _{xy}={\frac {F}{A}}} е срязващото напрежение;
{\displaystyle F} е силата, която действа на системата;
{\displaystyle A} е площта, върху която действа силата;
{\displaystyle \gamma _{xy}={\frac {\Delta x}{l}}=\tan(\Omega )} е срязващата деформация при чисто срязване;
{\displaystyle \Delta x} e провисването под действие на силата {\displaystyle F};
{\displaystyle l} e разстоянието от силата {\displaystyle F} до опората;
{\displaystyle \Omega } ъгъл в правоъгълния триъгълник с катети {\displaystyle l} и {\displaystyle \Delta x}. Обикновено {\displaystyle \Omega } е малък ъгъл, следователно {\displaystyle \tan(\Omega )\approx \Omega } и {\displaystyle \Omega \approx \gamma _{xy}}.

## Мерни единици
Мерна единица за модула на срязване в система единици SI е паскал (Pa)
{\displaystyle 1~Pa={\frac {1~N}{1~m^{2}}}={\frac {1~kg}{1~m\times 1~s^{2}}}}
и неговите производни мегапаскал (MPa) и гигапаскал (GPa).